# Comblessac
Comblessac (en bretó Komlec'hieg) és un municipi francès, situat a la regió de Bretanya, al departament d'Ille i Vilaine. L'any 2006 tenia 588 habitants. Limita al nord-oest amb Guer, al nord amb Loutehel al nord-est amb Les Brulais i Maure-de-Bretagne, a l'oest Monteneuf, a l'est Lohéac, al sud-oest amb Carentoir, al sud amb Quelneuc i al sud-est amb Saint-Séglin i Bruc-sur-Aff.

## Demografia
| 1962                                       | 1968 | 1975 | 1982 | 1990 | 1999 |
| ------------------------------------------ | ---- | ---- | ---- | ---- | ---- |
| 521                                        | 581  | 535  | 489  | 497  | 487  |
| Des de 1962: població sense dobles comptes |      |      |      |      |      |

## Administració
| Període   | Identitat     | Partit |
| --------- | ------------- | ------ |
| 1983-1995 | Marcel Joly   |        |
| 1995-     | Robert Perrot |        |